# 白少帆
白少帆（1941年1月—），台湾台北人，中国学者、台湾研究专家，中央民族学院教授，中国社会科学院文学研究所研究员，中央文史研究馆馆员。1982年定居北京。